# Bob Packwood

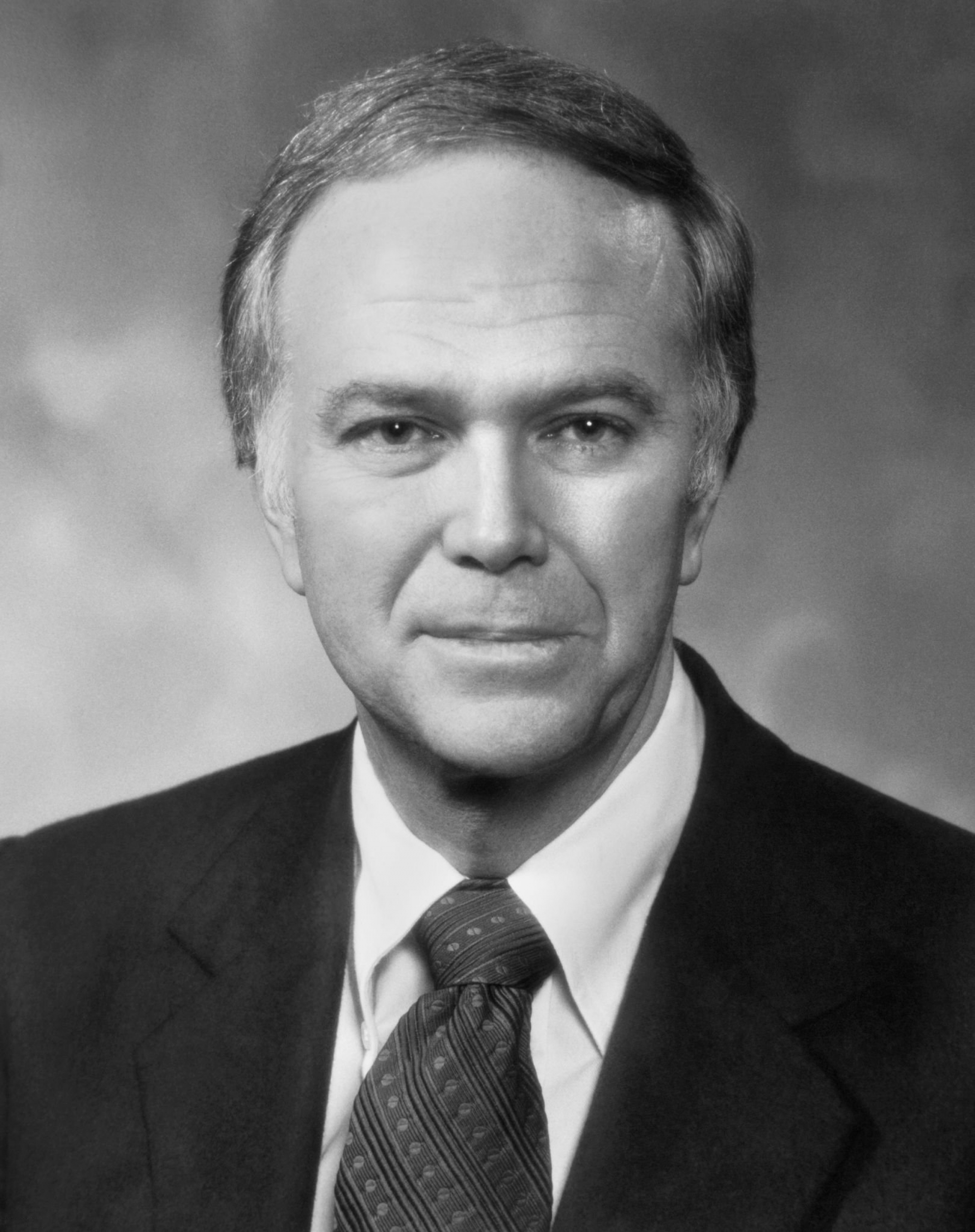
Bob Packwood

Robert William „Bob“ Packwood (* 11. September 1932 in Portland, Oregon) ist ein ehemaliger US-amerikanischer Politiker (Republikanische Partei), der den Bundesstaat Oregon im US-Senat vertrat. Er legte 1995 sein Mandat nieder, nachdem ihn mehrere Frauen der sexuellen Belästigung beschuldigt hatten. Die Beschuldigung wuchs sich zu einem monatelangen öffentlichen Skandal aus. Der Ethik-Ausschuss hatte bereits den Ausschluss Packwoods aus dem Senat empfohlen, bevor dieser freiwillig zurücktrat.
Packwood studierte bis 1954 an der Willamette University in Salem und besuchte dann die New York University School of Law. Seit 1957 arbeitete er als Anwalt in Portland. Zwischen 1963 und 1968 war Packwood Abgeordneter im Repräsentantenhaus von Oregon.
1968 konnte er sich bei der Senats-Wahl gegen Wayne Morse durchsetzen und seinen Sitz bei den Wahlen 1974, 1980, 1986 und 1992 verteidigen. Zwischen 1985 und 1987 war er Vorsitzender des einflussreichen Finanzausschusses. Für einen Republikaner stimmte Packwood im Senat sehr moderat ab und setzte damit die Tradition der Senatoren von Oregon fort, oft gegen die Parteilinie zu stimmen. Er setzte sich vehement für das Recht auf Abtreibung ein, was ihm oft die Kritik religiöser Gruppen einbrachte. Er war für Waffenkontrolle und unterstützte Programme für Minderheiten. Packwood war einer von nur zwei Republikanern, die sich gegen die Nominierung von Clarence Thomas als Richter am Supreme Court wandten. 1993 war er der einzige Senator, der gegen den Vorschlag stimmte, dass bei der dritten Verurteilung wegen eines Gewaltverbrechens automatisch eine lebenslange Haftstrafe zu verhängen sei.
Seine Probleme begannen im November 1992, als die Washington Post begann, eine umfangreiche Story über angebliches sexuelles Fehlverhalten Packwoods zusammenzustellen. Durch die Drohung mit rechtlichen Schritten gelang es ihm, die Veröffentlichung der Story so lange zurückzuhalten, bis er die Wahlen im selben Monat gewonnen hatte. Er schlug bei der Wahl den von der National Organization for Women (NOW) unterstützten Les AuCoin mit einem hauchdünnen Vorsprung.
Die NOW vertrat schließlich die Interessen von mindestens 29 Frauen, die Packwood beschuldigten, sie sexuell belästigt und angegriffen zu haben. Die Vorwürfe wurden von den Medien dankbar aufgegriffen, während andere Vorwürfe, z. B. er ließe sich gezielt von Lobbyisten finanziell unterstützen, um dann in ihrem Interesse abzustimmen und Gesetzestexte umzuschreiben, kaum wahrgenommen wurden. Nachdem eine Untersuchung gegen ihn ins Rollen gekommen war, wurden auch Vorwürfe laut, er versuche gezielt, diese zu unterminieren. In dieser Zeit gab Bob Doles Political Action Committee ihm $10.000, damit er seine Verteidigung bezahlen konnte.
Wichtiger Streitpunkt waren damals seine Tagebücher: Die Frage, ob diese überhaupt als Beweismittel zulässig seien, die Frage ob er Senatoren damit erpresste, für sie "unangenehme" Einzelheiten aus seinen Tagebüchern zu veröffentlichen, ebenso wie die Tatsache, dass er großzügig Seiten aus den Tagebüchern entfernt hatte. Der Senat lehnte öffentliche Anhörungen zum Thema ab. Der Ethik-Ausschuss des Senats empfahl aber einstimmig, ihn seines Mandats zu entheben. Am 7. September 1995 trat er schließlich freiwillig zurück, um dem Verfahren im Senat zuvorzukommen.
Kurz nachdem er sein Mandat aufgegeben hatte, gründete er die Lobbying-Firma Sunrise Research Corporation, die unter anderem 2001 maßgeblich an einer Initiative beteiligt war, die Grundsteuer abzuschaffen.